# Iouri Danilov
Iouri Nikiforovitch Danilov, né le 13 août 1866 (25 août dans le calendrier grégorien) à Kiev, alors dans l'Empire russe, et mort le 3 février 1937 à Boulogne-sur-Seine, est un général russe, haut responsable de l'état-major général de l'armée impériale russe puis commandant d'armée pendant la Première Guerre mondiale. Il passe brièvement au service du régime bolchévique avant de rejoindre les Armées blanches et de finir sa vie en exil en France.

## Origines et carrière jusqu'en 1914

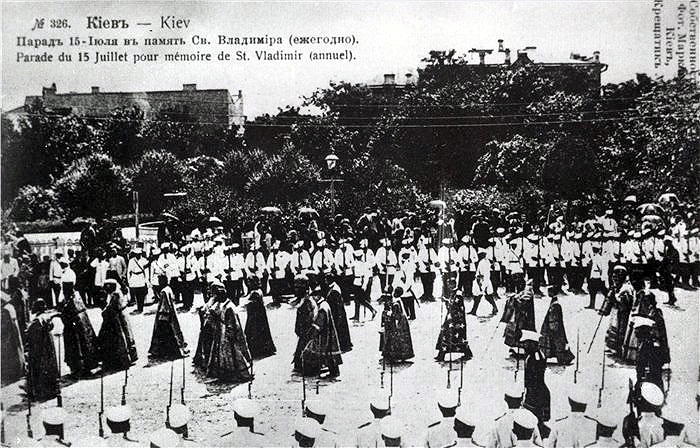
L'armée russe salue la procession de Saint-Vladimir à Kiev, 15 juillet 1888.

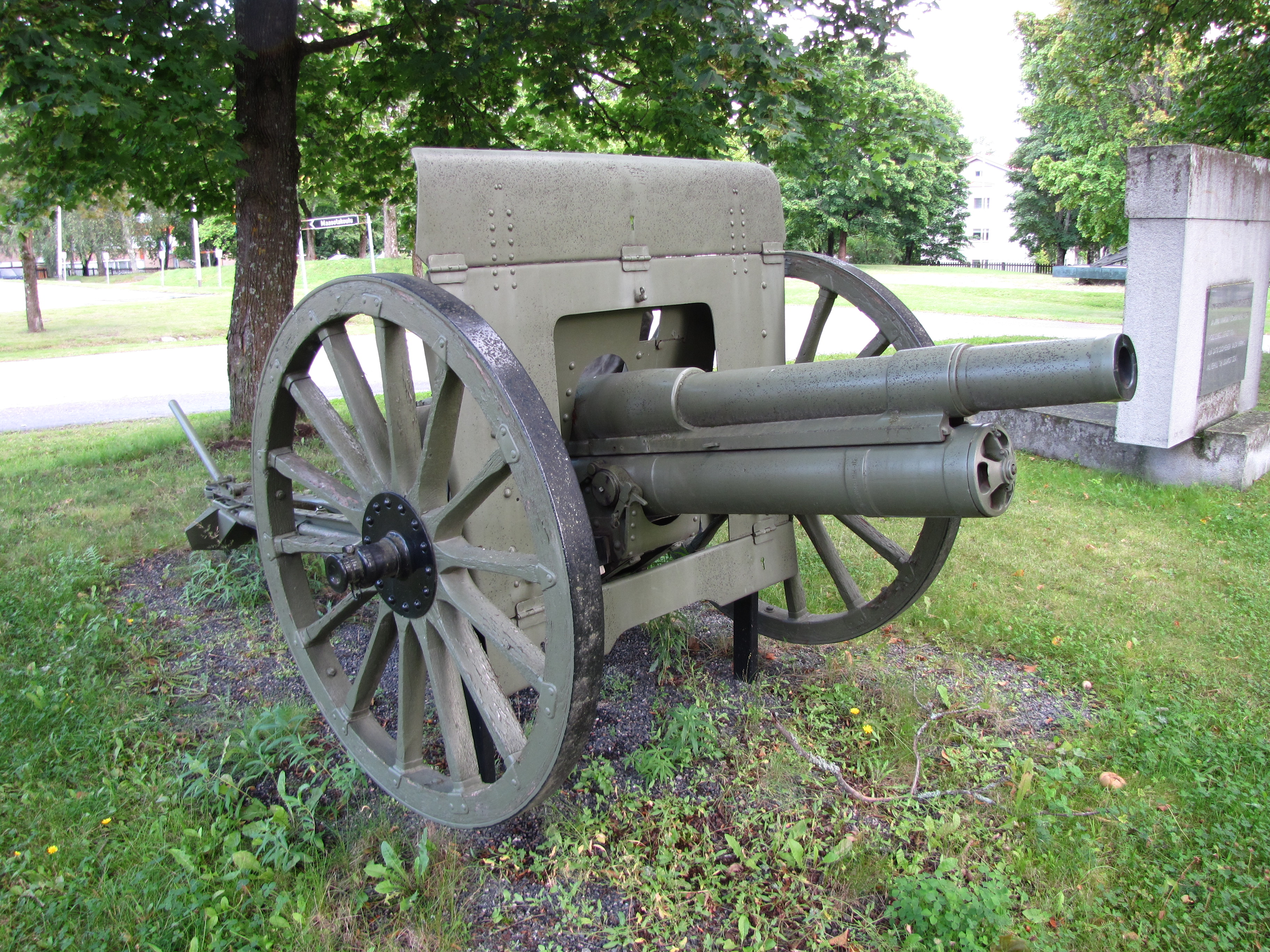
Canon de 76 mm Modèle 1902, pièce de campagne de l'armée russe : la modernisation de l'artillerie est encore incomplète en 1914.

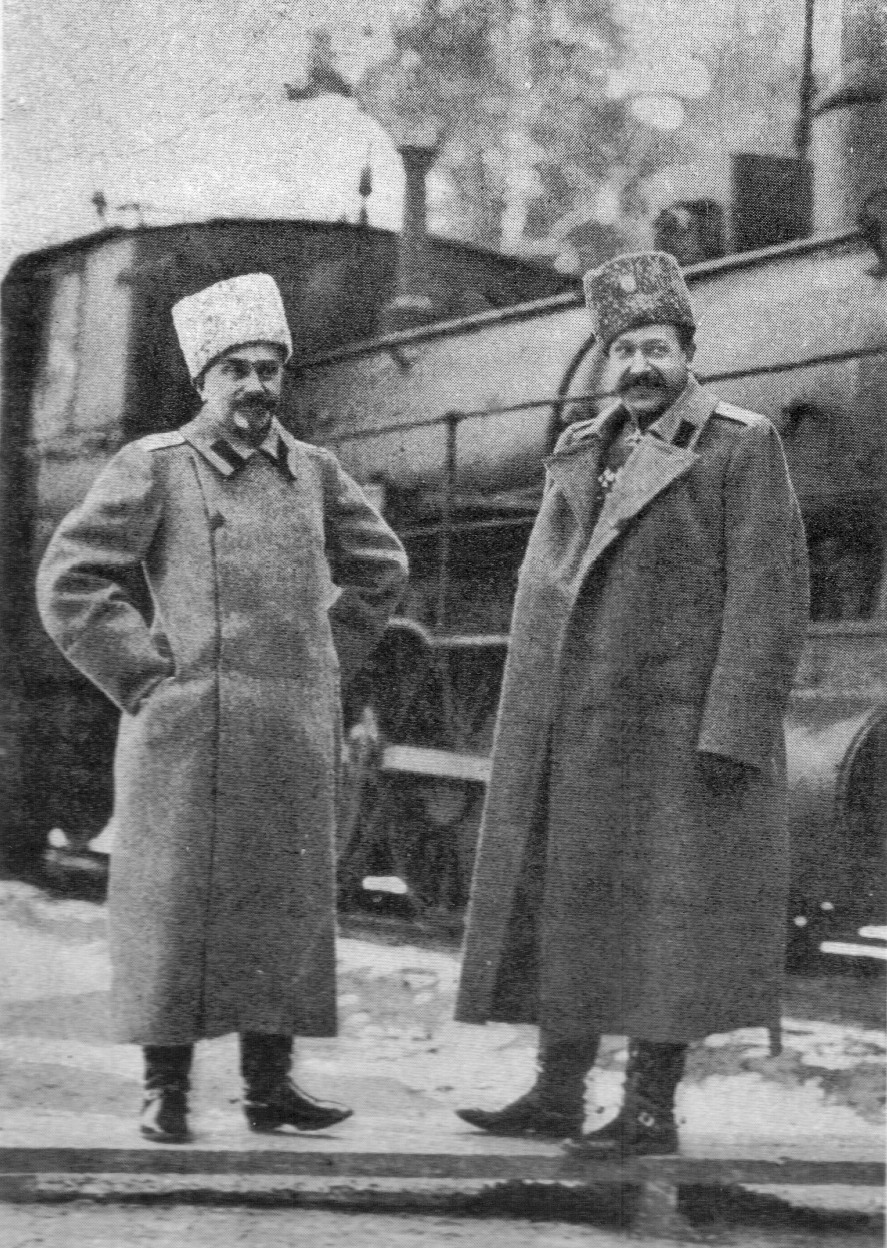
Les généraux Iouri Danilov et Ianouchkevitch en février 1915.

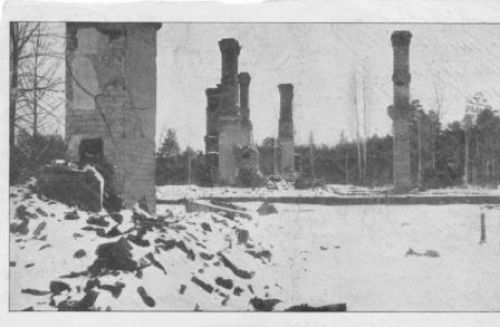
Ruines du quartier général russe à Baranavitchy après la prise de la ville par les Allemands, 1916.

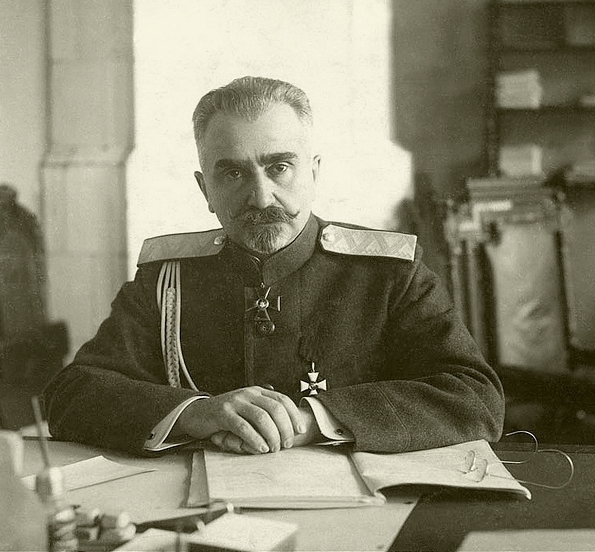
Le général Iouri Danilov, photographié avant 1920.

Iouri Danilov, surnommé « le noir » pour le distinguer d'autres militaires du même nom, naît dans une famille noble du gouvernement de Kiev. Il entre en 1879 à l'école des cadets de Kiev puis, en 1883, à l'école d'artillerie. Il est nommé sous-lieutenant en 1886. De 1889 à 1892, il étudie à l'École militaire d'état-major Nicolas à Saint-Pétersbourg. De 1894 à 1898, il est officier d'état-major dans le district militaire de Kiev. Il est nommé lieutenant-colonel en 1889 et affecté au département de la mobilisation à Saint-Pétersbourg. De 1904 à 1905, il est chef de département à l'état-major général (Stavka).
De 1906 à 1908, il commande le 166e régiment d'infanterie avant d'être promu colonel et réaffecté à l'état-major général. Il fait la plus grande partie de sa carrière comme officier de la Stavka, enseigne à l'École d'état-major et contribue à plusieurs publications militaires. En 1910-1912, il est le principal rédacteur du « plan 19 » qui prévoit l'engagement de l'armée russe en soutien à la France dans le cadre de l'alliance franco-russe. Il considère l'Allemagne comme l'adversaire principal et son plan prévoit le déploiement de 7 armées, regroupant 53 divisions, certaines venant de Sibérie, Turkestan russe et Caucase, sur la frontière de la province de Prusse-Orientale, route la plus directe vers Berlin. Il est en désaccord avec d'autres généraux qui voudraient porter l'effort principal sur l'Autriche-Hongrie : le plan de Danilov ne prévoit que 19 divisions engagées sur la frontière de Galicie. Il est aussi favorable à une stratégie offensive et, avec le soutien du ministre de la Guerre Vladimir Alexandrovitch Soukhomlinov, tente de s'opposer à l'achat d'artillerie de forteresse pour la défense des provinces occidentales : il propose de raser les forteresses et de consacrer les moyens dégagés à la modernisation de l'armement et des transports de campagne. Mais d'autres généraux, notamment les responsables des districts militaires de Kiev et Varsovie, et une fraction de la Douma (parlement) font prévaloir une stratégie plus conservatrice.

## Première Guerre mondiale
Lors de la mobilisation russe de 1914, Danilov est nommé quartier-maître général de l'état-major, donc, en théorie, le troisième personnage de la hiérarchie militaire russe après le grand-duc Nicolas Nikolaïevitch, commandant en chef des forces armées, et Nikolaï Ianouchkevitch (en), chef d'état-major général. Les témoignages décrivent Danilov comme un organisateur très actif et le « cerveau » de l'état-major mais l'application de ses plans est limitée par l'isolement de l'état-major à Baranavitchy, nœud ferroviaire entre Varsovie et Vilnius, et la faiblesse des communications et transports de l'armée russe. Dans les premiers mois de la guerre, il tente, sans grand succès, de s'opposer aux confiscations arbitraires effectuées par les troupes russes. L'économie de marché ne tarde pas à s'écrouler dans la zone d'opérations, rendant le ravitaillement de plus en plus aléatoire. Pendant la Grande Retraite de l'été 1915, sur ordre du général Ianouchkevitch, il fait appliquer la politique de terre brûlée devant l'avance allemande : les récoltes, puis les villages et les industries sont détruits, les habitants évacués vers l'est.
Après la désastreuse retraite de l'été 1915, le tsar Nicolas II prend le commandement personnel de l'armée, envoyant le grand-duc Nicolas commander le front du Caucase. Ianouchkevitch et Danilov, impopulaires et rendus responsables des échecs précédents, sont limogés ; le général Mikhail Alekseïev remplace Ianouchkevitch  tandis que Danilov est nommé chef d'état-major du front du Nord (en) (général Nikolaï Rouzski). Il est nommé ensuite commandant du XXVe corps d'armée puis de la 5e armée sur le front du Nord. Pendant la période 1915-1917, seul Alfred Knox (en), chef de la mission militaire britannique, émet une opinion favorable sur l'action de Danilov, tandis que les généraux russes Alexeï Broussilov et Nikolaï Golovine (en) sont beaucoup plus critiques à son égard.
Le général Danilov accompagne le général Nikolaï Rouzski, commandant en chef du front Nord, lors de la signature de l’acte d’abdication du tsar Nicolas II, dans son wagon impérial à Pskov dans la nuit du 15 au 16 mars 1917, dont il est un des témoins directs,,,.

## Guerre civile et exil
En septembre 1917, Danilov est envoyé en réserve dans le district militaire de Petrograd (Saint-Pétersbourg). Après la révolution d'Octobre, il se rallie brièvement au régime des bolcheviks. Il est membre de la commission d'experts militaires participant aux négociations avec les Empires centraux. Opposé à la signature du traité de Brest-Litovsk (mars 1918), il se retire en Ukraine. Pendant la guerre civile russe, il rejoint les Armées blanches. Il part ensuite en exil à Constantinople, à Berlin, puis à Paris.
Il écrit plusieurs ouvrages et articles sur l'histoire de la Russie dans la Première Guerre mondiale ainsi qu'une biographie du grand-duc Nicolas Nikolaïevitch. Il exerçait le métier de professeur lors de sa mort le 3 novembre 1937. Sa dépouille est incinérée au Columbarium du Père Lachaise.
Son petit-fils, le journaliste américain Nicholas Daniloff, a fait don à l'Université Harvard des Danilov Papers, un fonds d'archives constitué de documents laissés par le général.
Comme la plupart des historiens russes blancs, Danilov considère la révolution russe comme un « accident » de l'histoire qui a brisé l'évolution naturelle de la Russie. Il s'intéresse peu aux causes sociales mais présente la Russie comme une « victime héroïque » qui s'est sacrifiée pour la cause des Alliés :
« Et ce n'est que la propagande empoisonnée des forces obscures surgies en Russie, cette propagande non étouffée au début qui contamina l'âme d'un peuple las de souffrir, ce n'est que cette gangrène qui fit lâcher les armes au guerrier russe à bout de forces après quatre ans d'une lutte inouïe (...) C'est ainsi que, par la force d'un destin implacable, il ne fut pas donné à la Russie de figurer dans les rangs des vainqueurs. La fin de la guerre la trouva mutilée et humiliée. Mais elle avait fait son devoir pour soutenir la cause commune de l'Entente. »

## Œuvres
- (ru) Россия в мировой войне 1914—1915 гг., Berlin, 1924, trad.  allemande : Russland im Weltkriege 1914–1915, Iéna, 1925, trad.  française : La Russie dans la guerre mondiale (1914-1917) (Préface de M. le maréchal Foch), éditions Payot, Paris, 1927, 558 pages.
- (ru) Мои воспоминания об императоре Николае II и великом князе Михаиле Александровиче, Berlin, 1928, trad.  allemande : Dem Zusammenbruch entgegen. Ein Abschnitt aus der letzten Epoche der russischen Monarchie, Hannover, 1928.
- (ru) Великий князь Николай Николаевич. — Париж, Paris, 1930, trad.  allemande : Grossfürst Nikolai Nikolajewitsch: Sein Leben und Wirken, Berlin, 1930, trad.  française : Le Grand-Duc Nicolas. Son Rôle dans la Guerre Mondiale (1914 - 1915). Le Premier Généralissime des Armées Russes, éd. Berger-Levrault, Paris, 1932, VI-180 pages (ouvrage récompensé en 1932 du Prix Halphen par l’Académie française).
- (ru) Русские отряды на французском и македонском фронтах. 1916—1918, Paris, 1933, trad.  française : Les détachements russes sur les fronts français et macédonien, éd. Association des officiers russes anciens combattants sur le front français, Paris, 1933.
- « Les premières opérations de l'armée russe en 1914 », Revue Militaire française, 1923, no 23 p. 145-166 et no 24 p. 289-305.
- (sous le nom francisé de Georges Daniloff) « La mobilisation russe 1914 », Revue d'histoire de la guerre mondiale, 1923, no 3, p. 259-266.
- (sous le nom francisé de Georges Daniloff) « La campagne de l'armée russe sur la Vistule au mois d'octobre 1914 », Revue d'histoire de la guerre mondiale, 1924, no 4, p. 216-232.
- « L'abdication du Tsar. Récit d'un témoin », Revue des Deux Mondes, tome XLXIX, 1929, p. 45-71.
- « Une séance historique à la Stavka. 14-27 juin 1915 », Revue des Deux Mondes, tome LVI, 1930, p. 790-801.

## Sources et bibliographie
- (de) Cet article est partiellement ou en totalité issu de l’article de Wikipédia en allemand intitulé « Juri Nikiforowitsch Danilow » (voir la liste des auteurs) dans sa version du 19 septembre 2015.
- Spencer C. Tucker, "Danilov, Yuri Nikiforovich"  in World War I: The Definitive Encyclopedia and Document Collection, ABC Clio, 2014, p. 441
- Alexandre Sumpf, La Grande Guerre oubliée : Russie, 1914-1918, Perrin, 2014